# Бекасово I
Бекасово I — вузлова залізнична станція на перетині Київського напрямку МЗ та Великого кільця Московської залізниці. Входить до Московсько-Смоленського центру з організації роботи залізничних станцій ДЦС-3 Московської дирекції управління рухом. За характером роботи є проміжною, за обсягом роботи віднесена до 3-го класу.
Більша частина станції розташована у поселенні Київський Троїцького округу Москви. Південно-західний край станції за шляхопроводом і колії Великого кільця знаходиться за межею Москви, у Наро-Фомінському міському окрузі Московської області.
Станція отримала назву за розташованим на захід, у Наро-Фомінському міському окрузі Московської області, присілку Бекасово.
Станція має велику кількість сполучних ліній, що дозволяють рух в різних напрямках, в тому числі в об'їзд основної частини станції. Разом із сортувальною станцією Бекасово-Сортувальне утворює найбільший Бекасовський залізничний вузол.

## Пасажирський рух
Напрямок обслуговують приміські електропоїзди моторвагонного депо ТЧ-20 «Апрелівка»:
- по радіальному напрямку в бік «старої» Москви (до Москва-Пасажирська-Київська або Апрелівки) і в бік Калузької області (кінцеві станції Нара (міста Наро-Фомінськ), Малоярославець, Калуга I). Тривалість поїздки від станції Бекасово I до станції Москва-Пасажирська-Київська становить близько 1 годину 5 хвилин — 1 година 15 хвилин, до станції Нара — 10 хвилин. У кожну сторону електропоїзди курсують в середньому 2 рази на годину, для яких станція є проміжною;
- Великим кільцем у північному напрямку (за годинниковою стрілкою) на Кубинку II, Поварово II і у південно-східному напрямку (проти годинникової стрілки) на Бекасово-Сортувальне — Мачихіно — Хрести — Сандарово — Стовбової — Дєтково. Можна доїхати до пересадок на Ленінградський, Ризький, Білоруський (Смоленський), Курський напрямки. Станція Бекасово I є початковою/кінцевою для кількох електропоїздів Великого кільця;
- курсують «прямі» електропоїзди з радіального Київського напрямку на Велике кільце по деяким коліям станції, але не всі з них заїжджають до платформ станції із зупинкою:
  - Калуга I — Хрести (одна пара на добу), один з рейсів на добу Апрелівка — Дєтково здійснює зупинку на платформі. Другий при проходженні з Апрелівки або об'їжджає основну частину станції, прибуваючи по крайній південній колії (I колія ВМО) до низької платформи, або відразу прибуває до платформи з боку Апрелівки, здійснюючи стоянку зі зміною напрямку;
  - Москва-Київська — Бекасово-Сортувальне / Хрести; інші рейси Апрелівка — Бекасово-Сортувальне / Мачихіно / Стовбова / Дєтково здійснюють переїзд з Київського радіального на Велике кільце і зворотно сполучною лінією № 5 у північно-східній частині станції, не заїжджаючи до платформ.

На станції Бекасово I зупиняються всі електропоїзди, за винятком експресів. Також здійснюється тарифна зупинка швидкого поїзда № 85/86 сполученням Москва — Климів.
Всі електропоїзди радіального напрямку, що не мають на своєму маршруті Велике кільце, зупиняються тільки на високій острівній платформі. Решта, як електропоїзди лише по Великому кільцю, так і «прямі» з Великого кільця з/на радіальний напрямок можуть використовувати як високу, так і низьку платформу.
З північно-західного боку розташовуються поселення і станційна будівля із залом очікування, колишньою квиткової касою і буфетом (нині — каса на високій платформі), з південно-східної — путівець (вул. Бекасовська) в основну частину поселення Київський (відстань — близько 2 км, між селищем і станцією Бекасово I курсує маршрутне таксі №  22).

## Залізнична аварія
7 липня 1998 року на станції Бекасово І трапилася аварія, внаслідок якої відбулося зіткнення щебенево-очищувальної машини та двома приміськими електропоїздами. Загинула локомотивна бригада одного з електропоїздів та два пасажира.